# Giro d’Italia 1972
Der 55. Giro d’Italia wurde in 23 Abschnitten und 3790 Kilometern vom 21. Mai bis zum 11. Juni 1972 ausgetragen und vom Belgier Eddy Merckx gewonnen. Von den 100 gestarteten Fahrern erreichten 69 das Ziel in Mailand.

## Verlauf
| Etappe | von                        | nach                       | km       | Gewinner               | Maglia rosa        |
| ------ | -------------------------- | -------------------------- | -------- | ---------------------- | ------------------ |
| 1      | Venedig                    | Ravenna                    | 196      | Marino Basso           | Marino Basso       |
| 2      | Ravenna                    | Fermo                      | 212      | Gianni Motta           | Marino Basso       |
| 3      | Porto San Giorgio          | Francavilla al Mare        | 205      | Ugo Colombo            | Ugo Colombo        |
| 4A     | Francavilla al Mare        | Block Haus-Majella         | 48       | José Manuel Fuente     | José Manuel Fuente |
| 4B     | Block Haus                 | Foggia                     | 210      | Wilmo Francioni        | José Manuel Fuente |
| 5      | Foggia                     | Montesano sulla Marcellana | 238      | Fabrizio Fabbri        | José Manuel Fuente |
| 6      | Montesano sulla Marcellana | Cosenza                    | 190      | Roger De Vlaeminck     | José Manuel Fuente |
| 7      | Cosenza                    | Catanzaro                  | 151      | Gösta Pettersson       | Eddy Merckx        |
| 8      | Catanzaro                  | Reggio Calabria            | 160      | Attilio Benfatto       | Eddy Merckx        |
| 9      | Messina                    | Messina                    | 110      | Albert Van Vlierberghe | Eddy Merckx        |
| 10     | Rom                        | Monte Argentario           | 166      | Italo Zilioli          | Eddy Merckx        |
| 11     | Monte Argentario           | Forte dei Marmi            | 242      | Miguel María Lasa      | Eddy Merckx        |
| 12A    | Forte dei Marmi            | Forte dei Marmi            | 20 (EZF) | Eddy Merckx            | Eddy Merckx        |
| 12B    | Forte dei Marmi            | Forte dei Marmi            | 20       | Roger Swerts           | Eddy Merckx        |
| 13     | Forte dei Marmi            | Savona                     | 200      | Wilmo Francioni        | Eddy Merckx        |
| 14     | Savona                     | Monte Jafferau             | 256      | Eddy Merckx            | Eddy Merckx        |
| 15     | Parabiago                  | Parabiago                  | 168      | Roger De Vlaeminck     | Eddy Merckx        |
| 16     | Parabiago                  | Livigno                    | 256      | Eddy Merckx            | Eddy Merckx        |
| 17     | Livigno                    | Stilfser Joch              | 88       | José Manuel Fuente     | Eddy Merckx        |
| 18     | Sulden                     | Asiago                     | 223      | Roger De Vlaeminck     | Eddy Merckx        |
| 19A    | Asiago                     | Arco                       | 163      | Roger De Vlaeminck     | Eddy Merckx        |
| 19B    | Arco                       | Arco                       | 18 (EZF) | Eddy Merckx            | Eddy Merckx        |
| 20     | Arco                       | Mailand                    | 185      | Enrico Paolini         | Eddy Merckx        |

## Endstände
| Sieger        | Eddy Merckx          | 103:04:04 h |
| Zweiter       | José Manuel Fuente   | + 5:30 min  |
| Dritter       | Francisco Galdós     | + 10:39 min |
| Vierter       | Vicente López Carril | + 11:17 min |
| Fünfter       | Wladimiro Panizza    | + 13:00 min |
| Sechster      | Gösta Pettersson     | + 13:09 min |
| Siebter       | Roger De Vlaeminck   | + 13:52 min |
| Achter        | Felice Gimondi       | + 14:05 min |
| Neunter       | Miguel María Lasa    | + 14:19 min |
| Zehnter       | Santiago Lazcano     | + 17:42 min |
| Punktewertung | Roger De Vlaeminck   |             |
| Zweiter       | Eddy Merckx          |             |
| Zweiter       | Miguel María Lasa    |             |
| Bergwertung   | José Manuel Fuente   | 490 P.      |
| Zweiter       | Eddy Merckx          | 350 P.      |
| Dritter       | Francisco Galdos     | 270 P.      |
| Teamwertung   | Molteni              |             |